# Jeanine Hennis-Plasschaert
 (juin 2017).
Si vous disposez d'ouvrages ou d'articles de référence ou si vous connaissez des sites web de qualité traitant du thème abordé ici, merci de compléter l'article en donnant les références utiles à sa vérifiabilité et en les liant à la section « Notes et références ».
Jeanine Antoinette Hennis-Plasschaert, née le 7 avril 1973 à Heerlen (Limbourg), est une femme politique néerlandaise, membre du Parti populaire pour la liberté et la démocratie (VVD).
Elle est successivement membre du Parlement européen de 2004 à 2010 et de la Seconde Chambre des États généraux de 2010 à 2012. Elle est ministre de la Défense des Pays-Bas sous la direction du Premier ministre Mark Rutte de 2012 à 2017. 
Depuis le 31 août 2018, elle est représentante spéciale pour l'Irak et cheffe de la mission d'assistance des Nations unies pour l'Irak (MANUI). 

## Biographie

### Enfance et jeunesse
Jeanine Antoinette Plasschaert est née à Heerlen aux Pays-Bas. Elle commence ses études au collège de St Anthony à Gouda puis elle les poursuit à l'Académie européenne de secrétariat à Utrecht. Elle devient avec sa formation universitaire, conseillère en stratégie auprès d'entreprises.

### Carrière politique
En 2004, elle est élue au Parlement européen où elle est membre de la commission des libertés civiles, de la justice et des affaires intérieures et de la commission du transport et du tourisme.
Lors des élections législatives néerlandaises de 2010, elle est élue et devient membre du seconde Chambre, la chambre basse du parlement des Pays-Bas et s'est occupée de la sécurité, de la police, de l'égalitarisme, des droits LGBT et des plans de catastrophes. Elle est réélue en 2012.
Le 5 novembre 2012, elle est nommée ministre de la Défense dans le deuxième cabinet du Premier ministre Mark Rutte.
Elle participe à la réunion du groupe Bilderberg en 2017.
En 2018, elle est nommée représentante spéciale pour l’Irak et cheffe de la mission d’assistance des Nations unies pour l'Irak (MANUI)) .

### Vie privée
Elle est mariée depuis le 27 septembre 2003 avec Erik-Jan Hennis. Elle vit avec son mari dans le village de Nederhorst den Berg (province d'Hollande-Septentrionale).